# Federico Baraibar Zumárraga
Federico Baraibar Zumárraga (Vitòria, 1851 - 25 de febrer de 1918) va ser un escriptor, professor, etnòleg i polític basc, que entre altres càrrecs va ser el primer alcalde de la seva ciutat al segle XX (de 1897 a 1902).
Estudià Filosofia i Lletres a la seva Vitòria natal i Dret a la Universitat de Saragossa. Quant a la seva faceta política també va ser president de la Diputació Foral d'Àlaba, i com a professor i escriptor va ser president de l'Ateneu de Vitòria i director de l'Institut de Vitòria
En homenatge a ell un carrer de la seva ciutat té el seu nom, igual que un institut (Instituto Federico Baraibar) Arxivat 2011-06-10 a Wayback Machine..

## Obra
La major part de les seves aportacions etnogràfiques tenen com a motiu l'entorn basc, especialment a Àlaba, sent nombroses i importants les seves aportacions dins dels camps de l'arqueologia i l'inventari de veus populars i termes propis del castellà a Àlaba.
També va fer labors de traductor a l'espanyol d'obres gregues (entre elles l'Odissea), llatines, i fins i tot de l'italià i del català.
Entretant va col·laborar en la Revista Internacional de Estudios Vascos i altres publicacions i va pronunciar importants discursos sobre obres clàssiques (Elogio fúnebre de Cervantes, 1875) o història (Una hoja de la historia oscura de Alava durante el Imperio romano, 1882).